# Polsko na Zimních olympijských hrách 2018
Polsko se účastnilo Zimní olympiády 2018. Zastupovalo ho 62 sportovců (36 mužů a 26 žen) v 12 sportech.

## Medailisté
| Medaile | Jméno                                               | Sport           | Soutěž            | Datum    |
| ------- | --------------------------------------------------- | --------------- | ----------------- | -------- |
| Zlato   | Kamil Stoch                                         | Skoky na lyžích | velký můstek mužů | 17. únor |
| Bronz   | Kamil Stoch Maciej Kot Sebastian Hula Dawid Kubacki | Skoky na lyžích | týmový závod mužů | 19. únor |